# RK Kolubara
Der Rukometni klub Kolubara Lazarevac (serbisch-kyrillisch Рукометни клуб Колубара Лазаревац) ist ein serbischer Handballverein aus Lazarevac.

## Geschichte
Der Verein wurde im Jahr 1960 gegründet. Ab 2006 nahm er an der 1. serbischen Liga teil. In der Saison 2009/10 gewann die Mannschaft die serbische Meisterschaft und den Pokal, den sie 2010 verteidigen konnte. In der Saison 2014/15 stieg Kolubara in die zweite Liga ab.
International nahm Kolubara am EHF Challenge Cup 2007/08, am EHF-Pokal 2008/09, am Europapokal der Pokalsieger 2010/11 und am EHF Challenge Cup 2011/12 teil.

## Bekannte Persönlichkeiten
- Danijel Anđelković
- Milan Blagojević
- Dušan Bozoljac
- Golub Doknić
- Aleksandar Glendža
- Šandor Hodik
- Momir Ilić
- Nedeljko Jovanović
- Vladimir Matović
- Nemanja Pribak
- Nenad Puljezević
- Miljan Pušica
- Mladen Rakčević
- Milan Vučićević